# Javier Jattin
Javier Jattin (Barranquilla, 24 aprile 1983) è un attore e modello colombiano.

## Biografia
Ha studiato recitazione, danza, canto e improvvisazione. Ha un aspetto particolarmente avvenente che gli ha consentito di svolgere la professione di modello.
Ha debuttato nel mondo dello spettacolo con Chepe Fortuna dove interpreta l'omonimo personaggio principale.
Il suo successo nei Paesi dell'america meridionale è legato alla serie televisiva La mujer del Vendaval, prodotta da MaPat López de Zatarain per l'emittente Televisa, nonché a The First Lady, Las trampas del deseo, La vecina e Tarde lo conocí per cui ha recitato in diverse centinaia di episodi.
Nel 2018 è stato ingaggiato da Telemundo per Sin senos sí hay paraíso, basata dall'omonimo romanzo di Gustavo Bolívar, dove interpreta il personaggio di Antonio Campana, uno dei protagonisti.
Ha recitato nelle terza stagione della serie televisiva messicana La casa de las flores creata e diretta da Manolo Caro e distribuita da Netflix nel 2020.

## Filmografia

### Cinema
- La vida inmoral de la pareja ideal (2016)[1]

### Televisione
| Anni      | Titolo                                | Personaggio           | Note                          |              |
| --------- | ------------------------------------- | --------------------- | ----------------------------- | ------------ |
| 2009–2010 | Niños ricos, pobres padres            | Matías Quintana       | Ruolo ricorrente              |              |
| 2010      | Chepe Fortuna                         | José "Chepe" Fortuna  | Protagonista; 119 episodi     |              |
| 2011–2012 | The First Lady                        | Mariano Zamora        | Protagonista; 150 episodi     | [ 2 ]        |
| 2012–2013 | La mujer del Vendaval                 | Camilo Preciado       | Protagonista; 122 episodi     | [ 3 ]        |
| 2013      | Las trampas del deseo                 | Darío Alvarado        | Protagonista; 120 episodi     | [ 4 ]        |
| 2014      | The Color of Passion                  | Román                 | Ruolo ricorrente; 47 episodi  | [ 5 ]        |
| 2015      | Hasta el fin del mundo                | Paolo                 | Ruolo ricorrente; 38 episodi  | [ 6 ]        |
| 2015–2016 | La vecina                             | Eliseo                | Cast principale; 106 episodi  | [ 7 ]        |
| 2017–2018 | Tarde lo conocí                       | Héctor Méndez         | Protagonista; 105 episodi     | [ 8 ]        |
| 2018      | Sin senos sí hay paraíso              | Tony Campana          | Protagonista (Terza stagione) | [ 9 ] [ 10 ] |
| 2019      | Decisiones: Unos ganan, otros pierden | Andrés                | Episodio: "Videos íntimos"    |              |
| 2020      | La casa de las flores                 | Salomón Cohen giovane | Terza stagione                |              |
| 2020      | Imperio de mentiras                   |                       |                               |              |